# Имам, Амир
Амир Имам (англ. Amir Imam; род. 5 ноября 1990, США) — американский боксёр-профессионал, выступающий в первой полусредней и полусредней весовых категориях. Бывший претендент на титул чемпиона мира в 1-м полусреднем весе.

## Профессиональная карьера
Дебютировал на профессиональном ринге 5 ноября 2011 года, в полусреднем весе, победив по очкам Кристиана Стила.
10 мая 2014 года победил по очкам кубинца Йордениса Угаса. Счёт судей: 79/73 и 78/74 (дважды).
13 декабря 2014 года нокаутировал в 6-м раунде никарагуанца Сантоса Бенавидеса.

### Чемпионский бой сХосе Рамиресом
17 марта 2018 года встретился с не имеющим поражений американцем Хосе Рамиресом в бою за вакантный титул чемпиона мира в 1-м полусреднем весе по версии WBC. Поединок продлился все 12 раундов. Рамирес выиграл по очкам.
В августе 2019 года подписал контракт с промоутерской компанией Top Rank Promotions.

## Статистика боёв
В таблице перечислены результаты всех поединков боксёров.
В каждой строке указан результат поединка. Дополнительно номер поединка обозначен цветом, который обозначает итог поединка. Расшифровка обозначений и цветов представлена в нижеследующей таблице.
| Пример | Расшифровка                     |
| ------ | ------------------------------- |
|        | Победа                          |
|        | Ничья                           |
|        | Поражение                       |
|        | Планируемый поединок            |
|        | Поединок признан несостоявшимся |
| КО     | Нокаут                          |
| ТКО    | Технический нокаут              |
| PTS    | Решение судей (по очкам)        |
| UD     | Единогласное решение судей      |
| MD     | Решение большинства судей       |
| SD     | Раздельное решение судей        |
| RTD    | Отказ от продолжения боя        |
| DQ     | Дисквалификация                 |
| NC     | Поединок признан несостоявшимся |

| Бой | Дата            | Соперник                           | Место проведения                                                   | Результат | Примечание |
| --- | --------------- | ---------------------------------- | ------------------------------------------------------------------ | --------- | --- |
| 25  | 22 февраля 2020 | Хавьер Молина (21-2)               | MGM Grand Garden Arena, Лас-Вегас, Невада, США                     | UD8 (8)   | Счёт: 73-79 и 74-78 (дважды). |
| 24  | 9 ноября 2019   | Маркос Мохика (16-4-2)             | Chukchansi Park, Фресно, Калифорния, США                           | KO4 (8)   | |
| 23  | 17 марта 2018   | Хосе Рамирес (21-0)                | Мэдисон-сквер-гарден, Нью-Йорк, штат Нью-Йорк, США                 | UD12 (12) | Вакантный титул чемпиона мира в 1-м полусреднем весе по версии WBC. Счёт: 111-117, 113-115, 108-120. |
| 22  | 11 ноября 2017  | Джонни Гарсия (19-5-1)             | Save Mart Arena, Фресно, Калифорния, США                           | RTD4 (10) | |
| 21  | 27 апреля 2017  | Хосе Видаль Сото (26-23-2)         | Casa de los Clubes, Санто-Доминго, Доминиканская Республика        | TKO3 (10) | Счёт судей: 20/18 (все). |
| 20  | 2 июля 2016     | Вильфредо Акунья (16-19-0)         | Teamsters Hall, Питтсбург, Пенсильвания, США                       | TKO3 (6)  | |
| 19  | 28 ноября 2015  | Адриан Гранадос (16-4-2)           | Centre Videotron, Квебек, Квебек, Канада                           | TKO8 (10) | Счёт судей: 64/68, 65/67, 66/66. |
| 18  | 18 июля 2015    | Фернандо Ангуло (29-9-0)           | Don Haskins Convention Center, Эль-Пасо, Техас, США                | KO4 (12)  | |
| 17  | 18 апреля 2015  | Вальтер Кастильо (25-2-0)          | StubHub Center, Карсон, Калифорния, США                            | UD10 (10) | Титул WBC Continental Americas в 1-м полусреднем весе (1-я защита Имама). Счёт судей: 98/92, 99/91, 100/90. |
| 16  | 17 января 2015  | Фидель Мальдонадо-младший (19-2-0) | MGM Grand, Grand Garden Arena, Лас-Вегас, Невада, США              | TKO5 (10) | Вакантный титул WBC Continental Americas в 1-м полусреднем весе. Имам в нокдауне в 3-м раунде. Мальдонадо в нокдауне один раз во 2-м, дважды в 3-м и один раз в 5-м раунде. Счёт судей: 39/36 и 39/35 (дважды). |
| 15  | 13 декабря 2014 | Сантос Бенавидес (23-5-2)          | Fair Grounds, Тампа, Флорида, США                                  | KO6 (8)   | |
| 14  | 10 мая 2014     | Йорденис Угас (15-2-0)             | USC Galen Center, Лос-Анджелес, Калифорния, США                    | UD8 (8)   | Счёт судей: 79/73 и 78/74 (дважды). |
| 13  | 21 февраля 2014 | Джаред Робинсон (14-0-0)           | Wolstein Center, Кливленд, Огайо, США                              | TKO4 (10) | |
| 12  | 20 декабря 2013 | Серхио Перес (28-15-0)             | Resorts World Casino, Куинс, Нью-Йорк, США                         | KO1 (10)  | Вакантный титул NABA USA в 1-м полусреднем весе. |
| 11  | 19 октября 2013 | Хосе Антонио Родригес (3-17-2)     | Club Calero, Дуарте, Доминиканская республика                      | TKO2 (10) | Счёт судей: 10/9 (все). |
| 10  | 24 мая 2013     | Мигело Таварес (0-19-0)            | Club Maquiteria, Санто-Доминго, Доминиканская республика           | TKO2 (8)  | Таварес в нокдауне в 1-м раунде. Счёт судей: 10/8 (все). |
| 9   | 12 апреля 2013  | Джереми Брайан (16-2-0)            | Treasure Island Casino, Лас-Вегас, Невада, США                     | TKO2 (8)  | |
| 8   | 9 марта 2013    | Алехандро Леброн (4-45-3)          | Coliseo Carlos 'Teo' Cruz, Санто-Доминго, Доминиканская республика | RTD2 (6)  | Леброн дважды в нокдауне в 1-м раунде и один раз во 2-м. Счёт судей: 20/15 (все). |
| 7   | 16 февраля 2013 | Франклин Фриас (3-20-3)            | Gimnasio Joan Guzman, Гуачупита, Доминиканская республика          | TKO2 (8)  | Счёт судей: 20/18 (все). |
| 6   | 16 ноября 2012  | Тони Уокер (5-1-1)                 | Jai Alai Fronton, Майами, Флорида, США                             | TKO2 (6)  | |
| 5   | 23 июня 2012    | Келвин Вильямс (1-1-0)             | Seminole Hard Rock Hotel and Casino, Холливуд, Флорида, США        | TKO1 (6)  | |
| 4   | 14 апреля 2012  | Джон Уиллоуби (3-11-0)             | Miami Jai Alai Fronton, Майами, Флорида, США                       | TKO2 (4)  | Уиллоуби дважды в нокдауне в 1-м раунде. |
| 3   | 10 февраля 2012 | Девариз Крейтон (7-11-2)           | Community Center, Палм-Бей, Флорида, США                           | TKO2 (4)  | |
| 2   | 9 декабря 2011  | Джозеф Фернандес (2-0-2)           | Kissimmee Civic Center, Киссимми, Флорида, США                     | TKO4 (4)  | |
| 1   | 5 ноября 2011   | Кристиан Стил (1-1-0)              | Seminole Hard Rock Hotel and Casino, Холливуд, Флорида, США        | UD4 (4)   | Счёт судей: 40/36 (все). |
| Бой | Дата            | Соперник                           | Место проведения                                                   | Результат | Примечание |